# Tito Gómez (chanteur cubain)
Pour les articles homonymes, voir Tito Gómez et Gomez.
Tito Gómez (né José Antonio Tenreiro Gómez) était un chanteur cubain né le 30 janvier 1920 à La Havane (Cuba) et décédé le 16 octobre 2000.
En 1938, il remporte le concours de chant "La Corte Suprema del Arte". Peu de temps après avoir rejoint le Sevilla Biltmore Orquestra en 1939, il rejoint l'Orquesta Riverside et devient célèbre avec le hit Vereda Tropical. 
Dans les années 1970 il rejoint la Orquesta Jorrín dirigé par Enrique Jorrín, l'inventeur du Cha-cha-cha.